# 梅爾尼克嶺

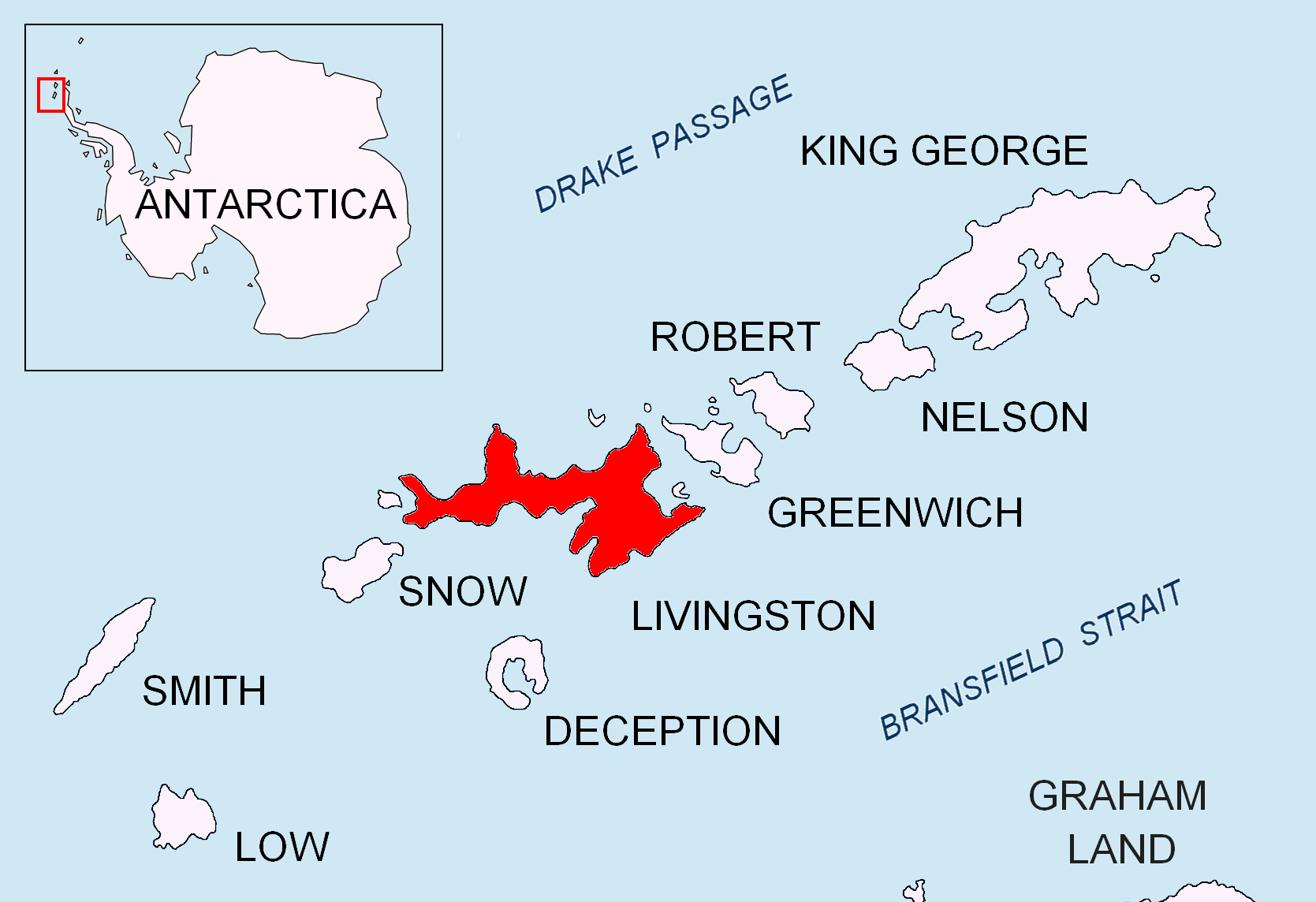

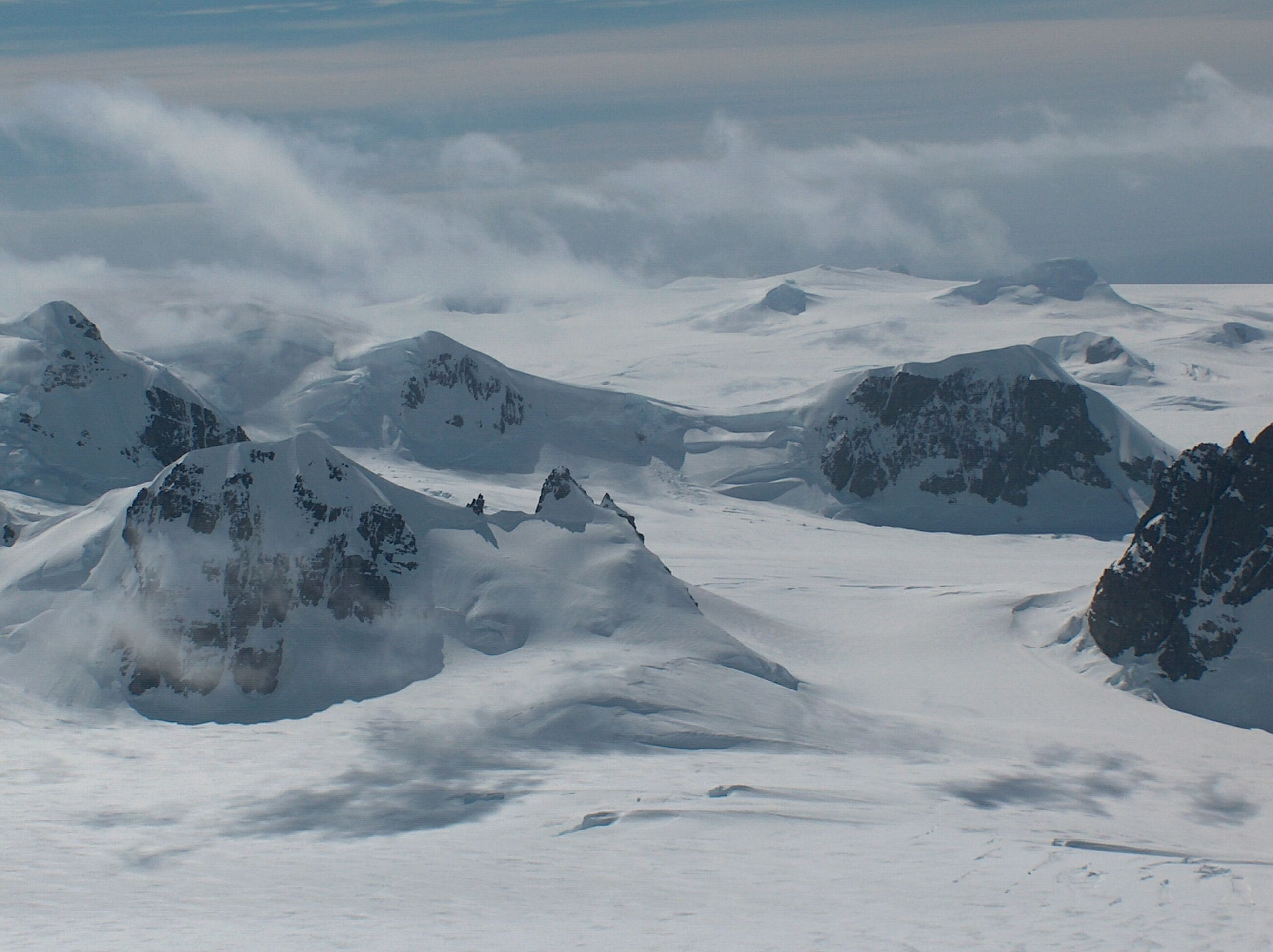

梅爾尼克嶺（英語：Melnik Ridge）是南極洲的山嶺，位於南設得蘭群島的利文斯頓島東部，長2.2公里，最高點海拔高度696米，現時受南極條約體系管理。

## 外部連結
- SCAR Composite Antarctic Gazetteer（页面存档备份，存于）.